# Spirit (U-Boot)
HMS Spirit (Kennung: P245) war ein U-Boot der britischen Royal Navy im Zweiten Weltkrieg.

## Geschichte
Die Spirit (engl. Geist) war ein Boot des dritten Bauloses der erfolgreichen S-Klasse. Dieses Baulos wird auch als Seraph-Klasse bezeichnet. Sie wurde am 27. Oktober 1942 bei Cammell, Laird & Company im nordwestenglischen Birkenhead aufgelegt, lief am 20. Juli 1943 vom Stapel und wurde am 25. Oktober 1943 von der Royal Navy in Dienst gestellt.
Die Navy setzte das U-Boot unter dem Kommando von Lt. A. W. Langridge auf dem asiatischen Kriegsschauplatz ein.
Am 9. Juli 1944 meldete die Spirit die Versenkung eines kleinen japanischen Öltankers nördlich von Sumatra (Niederländisch-Indien).
Am 14. und 19. September 1944 versenkte das U-Boot vor der Westküste Siams (heute Thailand) insgesamt vier siamesische Segelschiffe mit dem Deckgeschütz.
Am 22. Januar 1945 versenkte die Spirit in der südlichen Javasee bei 6° 2′ S, 110° 41′ O das japanische Schiff Ryushin Maru mit Bordartillerie. Am selben Tag versenkte sie eine weitere japanische Einheit.
Am 14. März 1945 versenkte das britische U-Boot vor der Insel Massalambo in der Javasee bei 5° 34′ S, 114° 26′ O das japanische Küstenmotorschiff Ryuho Maru (ca. 300 BRT) mit dem Deckgeschütz.
Die Spirit wurde am 4. Januar 1950 zur Verschrottung verkauft und im Juli 1950 in Grays abgebrochen.